# Model požadavků a zdrojů
Model požadavků a zdrojů (v angličtině Job demands-resources model, zkráceně JD-R model) je společenskovědní model popisující jevy jako pracovní stres či míra motivace na pracovišti v závislosti na náročnosti požadavků kladených na zaměstnance (job demands) a míře zdrojů, které má zaměstnanec k dispozici pro jejich zvládnutí (job resources).

## Základní rysy JD-R modelu
Model pracuje s interakcí míry pracovních požadavků a pracovních nákladů. 
Pracovní požadavky lze definovat jako „fyzické, sociální a organizační aspekty práce, které vyžadují soustředěné fyzické či mentální úsilí, a jsou tedy asociovány s určitými tělesnými či duševními náklady.” Mezi příklady patří náročnost klientů či fyzická namáhavost práce.
Pracovní zdroje lze definovat jako „fyzické, sociální a organizační aspekty práce, které umožňují dosáhnout pracovních cílů, snižují fyzické či duševní náklady pracovních požadavků či pomáhají s osobním růstem a vývojem.” Literatura rozlišuje mezi externími zdroji, které vycházejí ze sociální a organizační situace na pracovišti (např. různorodost práce, podpora od kolegů či možnost samostatné práce) a interními zdroji, mezi které patří charakterové rysy a kognitivní vybavení zaměstnance. 
Vysoké množství pracovních požadavků vede k pracovnímu vyčerpání a zvyšuje míru stresu. Nízké množství pracovních zdrojů vede ke ztrátě zájmu o pracovní povinnosti, naopak vyšší množství pracovních zdrojů vede k vyšší motivaci a snižuje míru stresu. Při vysokých požadavcích a nízké míře zdrojů dochází k nezdravě vysoké míře stresu, která může vést k vyhoření či zdravotním problémům.

## Vývoj JD-R modelu
Job Demands-Resources (JD-R) model byl významným nástrojem pro studium syndromu vyhoření, představený v roce 2001 článkem „The Job Demands-Resources Model of Burnout” napsaný týmem Demerouti et al. Článek stavěl na metaanalýze Lee a Ashfortha (1996), která identifikovala osm „job demands“ a třináct „job resources“ jako potenciální faktory vedoucí k vyhoření.
Od svého zavedení pro studium vyhoření prošel model JD-R dalším vývojem. Nové prvky, včetně osobních zdrojů a angažovaného vedení, byly integrovány do rozšířené verze. Osobní zdroje, jako optimismus a sebedisciplína, přinesly do modelu nový rozměr, kde jejich role závisí na individuální povaze. „Engaging leadership“, inspirovaný teorií sebezlepšování (Self-Determination Theory; SDT), byl následně začleněn s cílem zvýšit úroveň angažovanosti zaměstnanců.

## Aplikace JD-R modelu
JD-R model, vycházející z analýzy pracovních nároků a zdrojů, nachází uplatnění jako cenný nástroj v oblasti lidských zdrojů. Představuje klíčový rámec pro organizace, které usilují o zlepšení pracovního prostředí a pohody zaměstnanců. Důvodem pro aplikaci tohoto modelu je jednak snížení pracovního zatížení s zaměřením na prevenci vyhoření. Snížením zatížení taktéž vede k zvýšení produktivity zaměstnanců a taktéž menší fluktuaci zaměstnanců, způsobenou menším počtem vyhoření pracovníků. V konečnem důsledku tedy má i samotná firma finanční motivaci pro zavedení tohoto modelu.
Optimalizace Pracoviště: Kroky v Souladu s JD-R Modelem
1. Identifikace „Job Demands“ (JD): V této fázi probíhá pečlivá analýza faktorů s negativním dopadem na zaměstnance, jako jsou krátké termíny, nadměrný objem práce nebo nejasné cíle projektů. Klíčovým krokem je rozlišení mezi ovlivnitelnými a neovlivnitelnými faktory, aby bylo možné přistoupit k jejich adekvátnímu řešení.
2. Řešení JD: Pro dosažení minimalizace negativních faktorů se zaměřte na reorganizaci práce v rámci týmu. Identifikované faktory, které lze přímo ovlivnit, by měly být cílem konkrétních opatření vedoucích ke snížení jejich negativního dopadu.
3. Identifikace „Job Resources“ (JR): Podrobně zjistěte faktory pozitivně ovlivňující pracovní zátěž zaměstnanců, provádějte individuální rozhovory a využívejte dotazníky.
4. Podpora JR: Analyzujte možnosti, jak posílit vliv identifikovaných pozitivních faktorů. Zlepšujte pracovní podmínky prostřednictvím opatření, jako je lepší komunikace v rámci organizace a poskytování mentorské podpory.